# عامر بهلول
عامر بهلول منتج تلفزيوني و مخرج و صحفي جزائري, هو مؤسس و مدير عام شركة قوسطو إيفانتس للإنتاج.
يشمل مساره الإنتاجي العديد من المسلسلات مثل ثلاثية يما، بيناتنا، ودموع لولية وبرامج تلفزيونية مثل ألحان شباب عودة المدرسة  ،كذلك أنتج و أخرج فيلم الكندي سنة 2007.

## مساره
بعد حصوله على شهادة ماجيستير في الإعلام و الاتصال إلتحق بالتلفزيون الجزائري أين شارك في إعداد برامج تلفزيونية مختلفة، بعدها اتجه إلى ميدان الإنتاج التلفزيوني حيث أنتج النسخة الجديدة من البرنامج التلفزيوني ألحان وشباب، ومسلسل بيناتنا كذلك أنتج وأخرج فلم الكندي مع الممثل سيد أحمد أقومي، الذي صور في مدينة جيجل.
ابتداء من سنة ٢٠٢٠ أنتج ثلاثة أجزاء من مسلسل يما عرضت سنوات ٢٠٢٠ ٢٠٢١ و  ٢٠٢٢
أنتج مسلسل دموع لولية سنة ٢٠٢٤ الذي عرض على قناة سميرة تي في.

## إنتاج

### مسلسلات
- بيناتا
- يما 1
- يما [2] 2
- يما 3
- دموع لولية

### إنتاج سينمائي
- الكندي[5]

### حصص تلفزيونية
- ألحان و شباب عودة المدرسة[4]